# Circle-Eisfall
Der Circle-Eisfall ist ein sehr unzugänglicher Gletscherbruch im südlichen ostantarktischen Viktorialand. Er liegt nahe dem Gebirgskamm Tentacle Ridge in den Darwin Mountains und erstreckt sich wie ein Theaterrang (englisch circle) bogenförmig über die gesamte Breite des Darwin-Gletschers.
Den deskriptiven Namen verlieh ihm die Darwin-Gletscher-Mannschaft der Commonwealth Trans-Antarctic Expedition (1955–1958).